# Jenny-Mai Nuyen

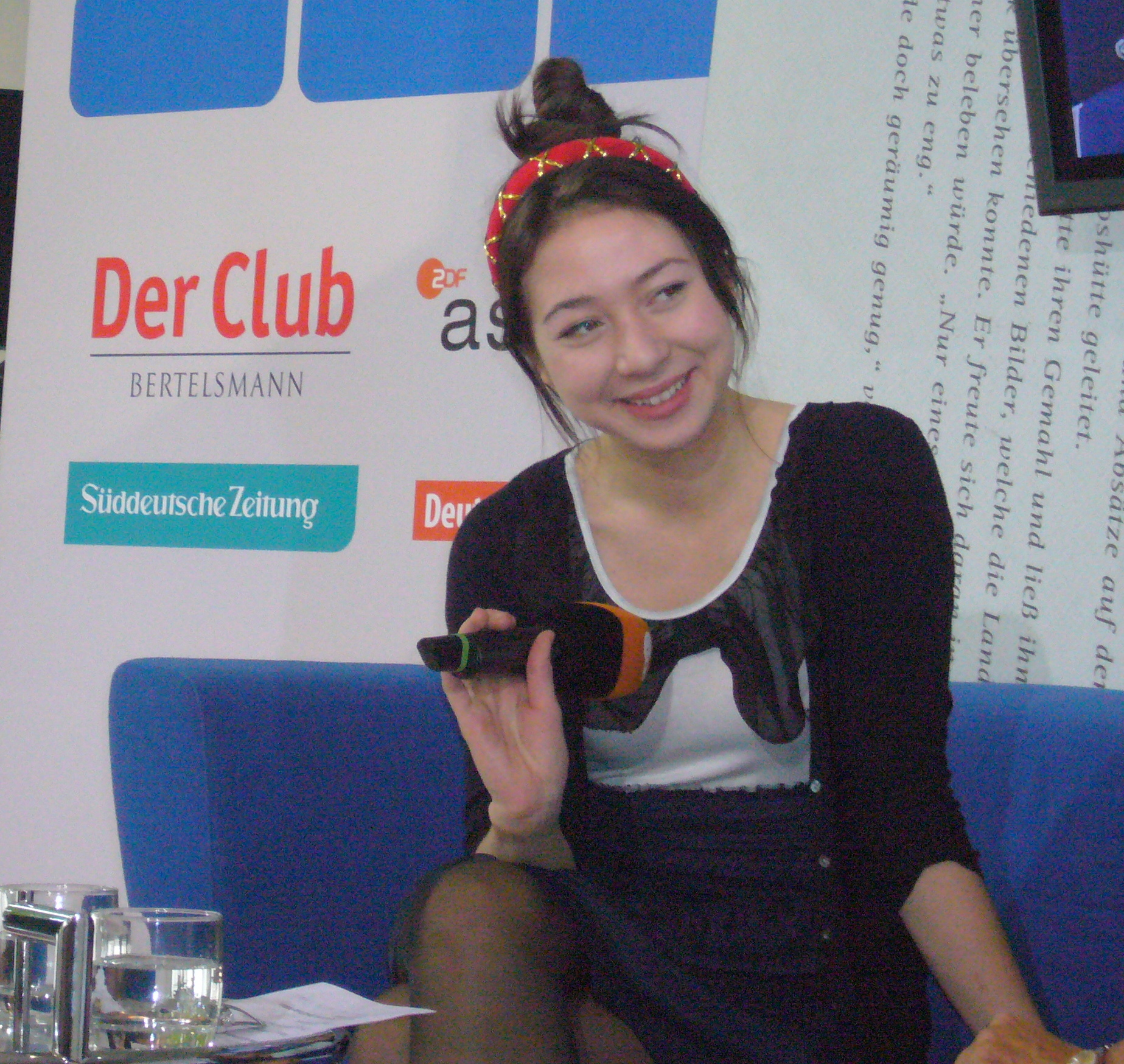
Jenny-Mai Nguyen (2009) auf der Frankfurter Buchmesse

Jenny-Mai Nuyen, eigentlich Jenny-Mai Nguyen (* 14. März 1988 in München) ist eine deutsche Fantasyschriftstellerin. Der besseren Aussprechbarkeit wegen veröffentlicht sie ihre Bücher – auf Anraten ihres Verlages – unter dem Namen Nuyen.

## Leben
Jenny-Mai Nguyen ist die Tochter eines vietnamesischen Informatikers und einer deutschen Mutter und wuchs in München auf. Mit fünf Jahren schrieb sie ihre ersten Geschichten, mit zehn Jahren versuchte sie sich am ersten Drehbuch. Im Alter von dreizehn Jahren verfasste sie ihren ersten Roman. Ihr literarisches Debüt legte sie 2007 mit dem Fantasyroman Nijura – Das Erbe der Elfenkrone vor, einen Bestseller, dem in rascher Folge weitere folgten. Von zweien ihrer Romane gibt es Lizenz-Übersetzungen auf Japanisch, Spanisch, Italienisch, Dänisch, Tschechisch, Türkisch oder Griechisch. Nach einem abgebrochenen Studium der Filmwissenschaft an der New York University zog sie 2009 nach Berlin, wohnt aber gelegentlich auch in München.

## Werke

### Die Sturmjäger von Aradon
- Feenlicht cbj, München 2009, ISBN 978-3-570-16033-6.
- Magierlicht cbj, München 2010, ISBN 978-3-570-16062-6

### Einzelromane
- Nijura – Das Erbe der Elfenkrone. cbj, München 2007, ISBN 978-3-570-13058-2.
- Das Drachentor. cbj, München 2007, ISBN 978-3-570-30388-7.
- Nocturna – Die Nacht der gestohlenen Schatten. cbj, München 2007, ISBN 978-3-570-13337-8.
- Rabenmond – Der magische Bund. cbj, München 2008, ISBN 978-3-570-16000-8.
- Noir. Rowohlt Polaris, Hamburg 2012, ISBN 978-3-862-52028-2.
- Nacht ohne Namen, dtv, München 2015, ISBN 978-3423761093.
- Heartware. Rowohlt Polaris, Hamburg 2017, ISBN 978-3499267079.
- Die Töchter von Ilian. Fischer TOR, Berlin 2019, ISBN 978-3596299973.
- Kalt wie Schnee, hart wie Eisen. cbt, 2021, ISBN 978-3-570-31341-1
- Das Zeitalter der Drachen. Fischer TOR, Frankfurt a. M. 2021, ISBN 978-3596706327

## Belege
1. ↑  Mit Drachen und Feen nach New York auf Spiegel Online vom 19. Oktober 2009
2. ↑  Vgl. GND-Inventar
3. ↑  Siehe Klappentext in Noir

| Personendaten    | Personendaten                       |
| ---------------- | ----------------------------------- |
| NAME             | Nuyen, Jenny-Mai                    |
| ALTERNATIVNAMEN  | Nguyen, Jenny-Mai (wirklicher Name) |
| KURZBESCHREIBUNG | deutsche Schriftstellerin           |
| GEBURTSDATUM     | 14. März 1988                       |
| GEBURTSORT       | München                             |